# Léopold de Bavière (907)
Léopold (Luitpold), décédé le 4 juillet 907 lors de la bataille de Presbourg, était un noble bavarois qui fut margrave en Carantanie et en Pannonie à partir de 893.

## Biographie
Les origines de la famille de Léopold (les Luitpolding) sont incertaines. Un fils du comte Ernest, il est possiblement apparenté à Liutswinde († v. 891), la concubine du roi franc Carloman de Bavière et la mère de Arnulf de Carinthie, roi de Francie orientale qui l'a nommé margrave en 893. 
Les rois carolingiens l'ont chargé de repousser les raids magyars dans le sud-est de la Francie. Vers 895, il fut comte dans les domaines (Gaue) autour de Ratisbonne sur le Danube. Ayant réussi à atteindre le statut de l'un des principaux nobles de Bavière, il a commencé une campagne contre la principauté de Grande-Moravie en 898 ; les sources contemporaines citent le terme « dux des Bohémiens » en 903. Le roi Louis l'Enfant, fils d'Arnulf de Carinthie, fait l'éloge de lui comme son nepos, « neveu ». En 906, il a combattu conjointement avec les princes conradiens contre les fils d'Henri de Babenberg.
Léopold a été tué lorsqu'il a pris les commandes de l'armée bavaroise dans la bataille de Presbourg, où elle a essuyé une défaite cuisante contre les Magyars. 

## Mariage et descendance
Léopold épousa vers 895/900 Cunégonde, (vers 879 - 7 février 915), sœur du comte palatin Erchanger de Souabe et petite-fille du roi Louis II de Germanie par sa mère Gisèle. Deux enfants sont issus de cette union :
- Arnulf (mort le 14 juillet 937), duc de Bavière de 907 à sa mort ;
- Berthold (mort le 23 novembre 947), duc de Bavière de 938 à sa mort.

En 913, Cunégonde, veuve de Léopold, se maria en secondes noces avec le roi Conrad Ier de Germanie.